# Комитет революционной обороны Петрограда
Комитет революционной обороны Петрограда — чрезвычайный орган, действовавший при Петросовете и правительстве большевиков в период с 21 февраля по март 1918 года. Он был организован, когда в ходе Первой мировой войны германское имперское правительство расторгло перемирие и начало наступление против Северного фронта Русской армии. Комитет находился в Петрограде, в здании Смольного института и структурно состоял из Бюро, членов Комитета, исполнительных органов — чрезвычайного штаба и комиссаров, действовавших на местах. Председателем Комитета был Г. Е. Зиновьев, секретарем — С. И. Гусев. Исполнительный орган Комитета — Чрезвычайный штаб Петроградского военного округа — возглавлял член Бюро данного Комитета М. С. Урицкий. Комитет был упразднён после достижения мирного соглашения в Брест-Литовске.

## История

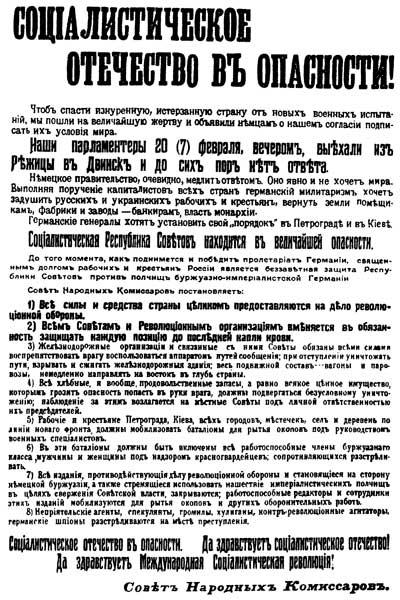
Листовка с декретом Совета Народных Комиссаров «Социалистическое отечество в опасности!» от 21 февраля 1918 года

28 января 1918 года советская делегация во главе с Л. Д. Троцким с лозунгом «войну прекращаем, армию демобилизуем, но мира не подписываем» прервала мирные переговоры в Брест-Литовске. В ответ 18 февраля германские войска начали наступление по всей линии фронта. Взяв 21 февраля Режицу и подогнав захваченный в Двинске состав, который снабдили орудийными платформами дополнительно защищёнными мешками с песком (из-за этого в советской литературе состав фигурирует как «бронепоезд»), немцы при поддержке броневиков двинулись на этом поезде на Псков. Член управления войсками Северного фронта Б. П. Позерн отмечал крайнюю малочисленность наступавших на Псков немцев: «По сведениям, они исчисляются чуть ли не ротами, хотя выигрыш их в том, что у них есть артиллерия и кавалерия. Это, как кажется, в небольшом количестве».
Однако угроза была реальной и 21 февраля Псков, Петроград и Петроградский военный округ были объявлены на осадном положении. В тот же день был издан декрет Совета Народных Комиссаров «Социалистическое отечество в опасности!» и на пленарном заседании Петросовета образован Комитет революционной обороны Петрограда, первоначально в составе 15 человек. 22 февраля Комитет был расширен — в него вошли также представители ВЦИК и члены Чрезвычайного штаба Петроградского военного округа. К 25 февраля Комитет насчитывал уже 30 членов, не считая наделённых широкими полномочиями комиссаров, которых Комитет рассылал на места для организации обороны от немцев и противостояния любым действиям, оппозиционным правлению большевиков.
Между тем продвижение германских войск продолжалось — 25 февраля они заняли Ревель, 28 февраля — Псков, 4 марта — Нарву.
Комитет руководил созданием в спешном порядке отрядов Красной гвардии, частей Красной армии и дружин самообороны революционных солдат и матросов. Велось строительство укреплений. По указанию Комитета из Петрограда вывозили военнопленных и беженцев с целью «разгрузить» город. Продолжались усилия по поддержанию порядка в городе и пресечению погромов. Подвергались репрессиям лица подозреваемые в сочувствии немцам или контрреволюционных намерениях. Комитет также запретил издание многочисленных газет и журналов которые относил к «контрреволюционным» изданиям. Для координации усилий и выполнения директив Комитета на многие участки Северного фронта были посланы комиссары Комитета.
3 марта 1918 года был подписан Брестский мирный договор, и необходимость в Комитете отпала. Комитет был формально распущен в марте 1918 года.

## Состав комитета
- Г. Е. Зиновьев — председатель
- С. И. Гусев — секретарь

### Члены Бюро Комитета
- Я. М. Свердлов — председатель ВЦИК.
- В. Д. Бонч-Бруевич — управляющий делами СНК РСФСР, брат М. Д. Бонч-Бруевича.
- К. С. Еремеев — командующий войсками Петроградского военного округа.
- Н. В. Крыленко — прапорщик, Верховный Главнокомандующий Российской армии.
- Н. П. Комаров — заместитель председателя Петроградского революционного военного трибунала.
- М. М. Лашевич — член Президиума ВЦИК.
- К. А. Мехоношин — член коллегии Наркомата по военным делам РСФСР.
- Н. И. Подвойский — Народный комиссар по военным делам РСФСР.
- М. А. Спиридонова — член ЦК партии левых эсеров.
- М. С. Урицкий — комиссар Всероссийской комиссии по делам созыва Учредительного собрания, возглавил исполнительный орган Комитета — Чрезвычайный штаб Петроградского военного округа, председатель Петроградской ЧК[1].
- Я. М. Фишман — заместитель председателя Петроградского комитета партии левых эсеров и член ЦК партии левых эсеров.
- М. А. Левин — член партии левых эсеров, член Петроградского военно-революционного комитета.
- В. М. Смирнов — Нарком торговли и промышленности РСФСР.

### Члены Комитета
- Г. И. Бокий — член Петроградского военно-революционного комитета, заместитель председателя Петроградской ЧК.
- В. И. Зоф — депутат Петросовета.
- М. Д. Бонч-Бруевич — генерал-майор, начальник штаба Ставки Верховного Главнокомандующего, кооптирован как военный специалист[9].

## Лица, репрессированные в результате деятельности Комитета
- Михаил Александрович (сын Александра III)
- Джонсон, Брайан (Николай Николаевич)